# Cerkiew Przemienienia Pańskiego w Hrebennem
Cerkiew Przemienienia Pańskiego – unicka, a następnie prawosławna cerkiew w Hrebennem, wzniesiona w 1773 i zniszczona w ramach akcji rewindykacyjno-polonizacyjnej w 1938.

## Historia
Unicka parafia w Hrebennem powstała przed 1749. W protokole wizytacji placówki duszpasterskiej z 1760 podano, iż patronem miejscowej cerkwi był św. Michał Archanioł. Trzynaście lat później we wsi wzniesiono nową drewnianą cerkiew pod wezwaniem Przemienienia Pańskiego.
Nowa świątynia w swojej architekturze przypominała kościoły rzymskokatolickie. Była to budowla trójdzielna z pojedynczą barokową wieżyczką. Przed 1816 cerkiew straciła status parafialnej i stała się filią parafii unickiej w Horodle, następnie przyłączono ją do parafii łuszkowskiej. W 1875 została siłowo przekazana Rosyjskiemu Kościołowi Prawosławnemu w ramach likwidacji unickiej diecezji chełmskiej.
W 1909 miejscowi parafianie ubiegali się w eparchii chełmskiej o budowę nowej cerkwi w Hrebennem, jednak zdaniem naczelnego architekta administratury Aleksandra Puringa nie było to konieczne, wystarczyło jedynie wyremontować osiemnastowieczną świątynię. W 1915 wierni prawosławni z Hrebennego udali się na bieżeństwo. W niepodległej Polsce cerkiew nie została ponownie otwarta, chociaż miejscowa ludność (prawosławni stanowili większość mieszkańców wsi) ubiegała się o to, poparta w 1929 przez metropolitę warszawskiego i całej Polski Dionizego.
Cerkiew została zniszczona w czasie akcji polonizacyjno-rewindykacyjnej w 1938. W wykazach rozebranych świątyń wskazano, iż była już wtedy w bardzo złym stanie technicznym, co jednak mogło służyć jedynie jako pretekst dla jej zniszczenia.
Szczególną czcią otaczana była w cerkwi w Hrebennem ikona maryjna.